# Bank and Monument (métro de Londres)
Pour les articles homonymes, voir Monument (homonymie).
Bank and Monument (prononcez [ˈbæɳk æn(d) ˈmɔnjum(ə)nt]) est une station de correspondances du métro de Londres constituée par deux anciennes stations, « Bank » et « Monument » espacées entre elles par quelques centaines de mètres et qui, avant l'unification du réseau métropolitain londonien, appartenaient à deux compagnies distinctes.
Elle est en correspondance avec le réseau Docklands Light Railway via la station Bank de cette ligne.

## Histoire
Monument (sur la Circle line et la District line) est la plus vieille des deux stations. Elle fut construite dans les années 1880 et ouverte en 1884. En 1898, la Waterloo & City line fut ouverte, avec son terminus proche de la Banque d'Angleterre, qui avait le nom de City. En 1900, une nouvelle station de correspondance, aussi près de la Banque d'Angleterre, fut ouverte avec le nom de Bank. Cette station fut sur ce que deviendrait la Central line et la Northern line. L'entrée de la station de Bank se trouve dans l'ancienne crypte de l'église de St Mary Woolnoth (en). Toutes les dépouilles enterrées sous l'église devaient être transférées à un cimetière dans l'est de Londres pour laisser la construction de la station.
En 1933, les deux stations de Bank et Monument furent amalgamées, avec la complétion d'une connexion d'ascenseur entre les deux. En 1940 la station sur la Waterloo & City line fut renommée Bank. En 1991 la Docklands Light Railway fut étendue à Bank.

## Projets / Travaux
Depuis 2016, d'importants travaux de modernisations et d'amélioration des échanges sont en cours sur le site. Programmé en 2014/2015 ce chantier a une prévision d'achèvement à la fin de l'année 2022.

## À proximité
- Banque d'Angleterre
- Bank Junction
- Monument au Grand incendie de Londres
- St Mary Woolnoth